# Шамув
Шамув (пол. Szamów) — село в Польщі, у гміні Вітоня Ленчицького повіту Лодзинського воєводства.
Населення — 57 осіб (2011).
У 1975-1998 роках село належало до Плоцького воєводства.

## Демографія
Демографічна структура станом на 31 березня 2011 року:
|          | Загалом | Допрацездатний вік | Працездатний вік | Постпрацездатний вік |
| -------- | ------- | ------------------ | ---------------- | -------------------- |
| Чоловіки | 29      | 6                  | 21               | 2                    |
| Жінки    | 28      | 5                  | 14               | 9                    |
| Разом    | 57      | 11                 | 35               | 11                   |